# Liga 1 (Moldau)
Die Liga 1 (bis 2022 Divizia A) ist die zweithöchste Spielklasse im moldauischen Fußball. Sie wird vom moldauischen Fußballverband betrieben.

## Geschichte
In der Saison 1997/1998 stieg Sheriff Tiraspol, der spätere Rekordmeister der Divizia Națională, als Meister direkt auf. Später wurde auch die Reserve von Sheriff häufig Meister, konnte aufgrund der Regularien aber nie aufsteigen. Bedingt dadurch ist der Verein auch mit der Reserve Rekordmeister und konnte zuletzt in der Saison 2016/2017 die Meisterschaft holen. Mit der darauffolgenden Saison wurden die Vorbereitungen auf eine Saison über das gesamte Jahr getroffen. Darum wurde dort auch nur eine halbe Saison gespielt. Die Saison 2018 war danach die erste Saison über ein gesamtes Jahr.
Die Anzahl der Mannschaften in der zweiten Liga variiert. Waren in der Saison 1995/96 noch 22 Vereine in der Tabelle vertreten. Eine Saison später waren es nur noch 16 Vereine, da zwei Vereine nach der Winterpause sich vom Spielbetrieb abgemeldet hatten, wurde die Saison am Ende mit 14 Mannschaften abgeschlossen. Dieselbe Anzahl an Mannschaften spielte dann auch in den nachfolgenden Saison mit. In den darauf folgenden Saisons schwankte die Teilnehmerzahl immer zwischen 14 und 16 Vereinen.
Seit 2020 spielen zwölf Teams, die von 2022 an in zwei Gruppen aufgeteilt sind und seitdem Liga 1 heißt.

## Teilnehmende Mannschaften
Folgende 12 Mannschaften nehmen in der Saison 2024/25 teil:
| Gruppe A - FC Făleşti - Saxan Ceadîr-Lunga - FC Sheriff Tiraspol 2 - FC Speranis Nisporeni - Univer Comrat - Vulturii Cutezători | Gruppe B - FC Iskra Rîbnița - FC Olimp Comrat - FC Speranţa Drochia - FC Stăuceni - FC Victoria Bardar - FCM Ungheni |

## Bisherige Titelträger
| - 1995/96: Locomotiva Basarabeasca - 1996/97: Sindicat Chisinau - 1997/98: Sheriff Tiraspol - 1998/99: FC Zimbru Chisinau II - 1999/00: Sheriff Tiraspol II - 2000/01: Sheriff Tiraspol II - 2001/02: Dacia Chisinau - 2002/03: Tiligul-Tiras Tiraspol - 2003/04: CS Steaua Chișinău - 2004/05: FC Dinamo Bender | - 2005/06: FC Zimbru Chisinau II - 2006/07: FC Zimbru Chisinau II - 2007/08: Sheriff Tiraspol II - 2008/09: FC Viitorul Orhei - 2009/10: FC Costuleni - 2010/11: Locomotiva Bălți - 2011/12: Sheriff Tiraspol II - 2012/13: FC Veris Drăgănești - 2013/14: Saxan Ceadîr-Lunga - 2014/15: Sheriff Tiraspol II | - 2015/16: FC Spicul Chișcăreni - 2016/17: Sheriff Tiraspol II - 2017: 00 FC Zimbru Chisinau - 2018: 00 FC Codru Lozova - 2019: 00 FC Florești - 2020/21: FC Zaria Bălți - 2021/22: Sheriff Tiraspol II - 2022/23: FC Dacia Buiucani - 2023/24: FC Floreşti |